# Гяльмар Мяе
Гяльмар Мяе (ест. Hjalmar Mäe;  24 жовтня 1901, село Тугала, Естонія — 10 квітня 1978, Грац, Австрія)  —  естонський політик. Голова Естонського Самоврядування під час Другої світової війни.

## Біографія

### Рання біографія
Гяльмар Мяе навчався в гімназії в  Ревелі, потім вивчав філософію, природничі науки і право в Берліні,  Відні,  Інсбруку і  Граці, де отримав диплом в 1927-1930 на двох факультетах (фізики і права).

### Політична кар'єра до війни
Мяе був членом  Ліги ветеранів Визвольної війни (т. н. Васпи), забороненої після перевороту, вчиненого Костянтином Пятсом 1934. В 1935 лідер вапсів Артур Сірк, перебуваючи в еміграції, включив Мяе до складу свого «майбутнього уряду», який планувалося сформувати після контрперевороту. Ці плани не вдалося реалізувати.
У липні 1940, перед  окупацією Естонії Радянським Союзом, Мяе евакуювався до  Німеччини. У травні 1941 приїхав до Гельсінкі, де заснував разом з іншими емігрантами Естонський визвольний комітет (ест. Eesti Vabastamise Komitee, EVK) . У червні 1941 року повернувся в Берлін.

### 1941—1945
В червні 1941, під час вступу німецьких військ на територію Естонії, надіслав листа  Ріббентропу, в якому просив про відновлення дипломатичних відносин між Німеччиною та Естонією, а також про звільнення військовополонених  червоноармійців естонської національності.  Обербургомістр тилу  групи армій "Північ" Франц фон Роке призначив Мяе головою естонської адміністрації (т. н. Естонське самоврядування) в липні 1941 року.
5 грудня 1941 Естонія передана під цивільне управління і включена до складу  Рейхскомісаріату Остланд. Там Мяе працював з 1941 по 1944 рік на посаді генерального директора з питань внутрішніх справ «Естонського самоврядування». Одночасно в 1941—1943 займав пост ландесдиректора юстиції. Крім того, був неформальним лідером всього «Естонського самоврядування» та відігравав, таким чином, таку ж роль, як Оскарс Данкерс в  Латвії і Пятрас Кубілюнас в  Литві.
1944 органи самоврядування були розпущені, а він сам незабаром виїхав до Німеччини.

### Післявоєнний період
Після війни Мяе інтернований до 1947 і виступав свідком на  Нюрнберзькому процесі. Після цього він оселився в Австрії, де працював журналістом і пізніше, до пенсії, державним службовцям у  Штирії. Брав активну участь в роботі естонських націоналістичних організацій в еміграції.

## Видані праці
- Kokkuseadnud H. J. Mäe. Ilmade ettekuulutamine: teaduslised ja praktilised ilma ettekuulutamise tundemärgid, Таллінн 1921
- "Aeg ja vabadus". – Vaba Maa, 9. juuli, 10. juuli ja 2. august 1921.
- Über die Temperatursprünge in der Ostsee: (mit 4 Textfiguren): vorgelegt in der Sitzung am 12. Jänner 1928, Відень-Лейпциг 1928.
- Dritter Weltkrieg droht?: eine politische Analyse unserer Zeit, Грац.
- Drei Reden gegen den Kommunismus, Нойвід 1956.
- Kuidas kõik teostus: minu mälestusi, Стокгольм 1993; Таллінн 2005, ISBN 9949-13-038-7
- Stud. astr. H. I. Mäe poolt esitatud aeroloogia observatooriumi kava [5]